# Campeonato Europeo de Patinaje Artístico sobre Hielo de 2006
El XCVII Campeonato Europeo de Patinaje Artístico sobre Hielo se realizó en Lyon (Francia) del 17 al 22 de enero de 2006. Fue organizado por la Unión Internacional de Patinaje sobre Hielo (ISU) y la Federación Francesa de Deportes de Hielo.
Las competiciones se efectuaron en el Palais de Sports de la ciudad francesa. Participaron en total 144 patinadores de 34 países europeos.

## Resultados

### Masculino
| Puesto | Nombre                | País    | Puntos |
| ------ | --------------------- | ------- | ------ |
| Oro    | Yevgueni Pliúshchenko | Rusia   | 245,33 |
| Plata  | Stéphane Lambiel      | Suiza   | 228,87 |
| Bronce | Brian Joubert         | Francia | 222,95 |

### Femenino
| Puesto | Nombre           | País   | Puntos |
| ------ | ---------------- | ------ | ------ |
| Oro    | Irina Slútskaya  | Rusia  | 193,24 |
| Plata  | Yelena Sokolova  | Rusia  | 177,81 |
| Bronce | Carolina Kostner | Italia | 172,45 |

### Parejas
| Puesto | Nombre                              | País     | Puntos |
| ------ | ----------------------------------- | -------- | ------ |
| Oro    | Tatiana Totmianina / Maksim Marinin | Rusia    | 195,87 |
| Plata  | Aliona Savchenko / Robin Szolkowy   | Alemania | 188,08 |
| Bronce | Mariya Petrova / Alekséi Tíjonov    | Rusia    | 187,04 |

### Danza en hielo
| Puesto | Nombre                                | País     | Puntos |
| ------ | ------------------------------------- | -------- | ------ |
| Oro    | Tatiana Navka / Román Kostomárov      | Rusia    | 202,32 |
| Plata  | Elena Grushina / Ruslan Goncharov     | Ucrania  | 196,73 |
| Bronce | Margarita Drobiazko / Povilas Vanagas | Lituania | 196,18 |

## Medallero
| Núm. | País     | Oro | Plata | Bronce | Total |
| ---- | -------- | --- | ----- | ------ | ----- |
| 1    | Rusia    | 4   | 1     | 1      | 6     |
| 2    | Alemania | 0   | 1     | 0      | 1     |
| 2    | Suiza    | 0   | 1     | 0      | 1     |
| 2    | Ucrania  | 0   | 1     | 0      | 1     |
| 5    | Francia  | 0   | 0     | 1      | 1     |
| 5    | Italia   | 0   | 0     | 1      | 1     |
| 5    | Lituania | 0   | 0     | 1      | 1     |
|      | TOTAL    | 4   | 4     | 4      | 12    |